# سالم أبو صيام
سالم أبو سيام (ولد بتاريخ 8 مارس 1983 في اللد) هو لاعب كرة عربي إسرائيلي في مجموعة سامسون بني الطيبة.

## حياته الرياضية
لعبت على منتخب إسرائيل تحت 21 سنة لكرة القدم. في موسم 2002/2003 فاز مع مكابي تل أبيب في بطولة الدولة. قبل موسم 2006/2007 ، انتقل أبو صيام إلى مجموعة بني يهودا تل أبيب، ولعب لمدة عامين في وسائل الإعلام ثم أطلق سراحه من المجموعة. في نوفمبر 2018 ، بدأ أبو صيام لعب دور سامسون بيني تايبة من الدوري الخامس في إسرائيلا

## وصلات خارجية
- سالم أبو صيام